# (35279) 1996 SR
1996 SR (asteroide 35279) é um asteroide da cintura principal. Possui uma excentricidade de 0.20183130 e uma inclinação de 4.84288º.
Este asteroide foi descoberto no dia 20 de setembro de 1996 por George R. Viscome em Rand.